# Lompoul

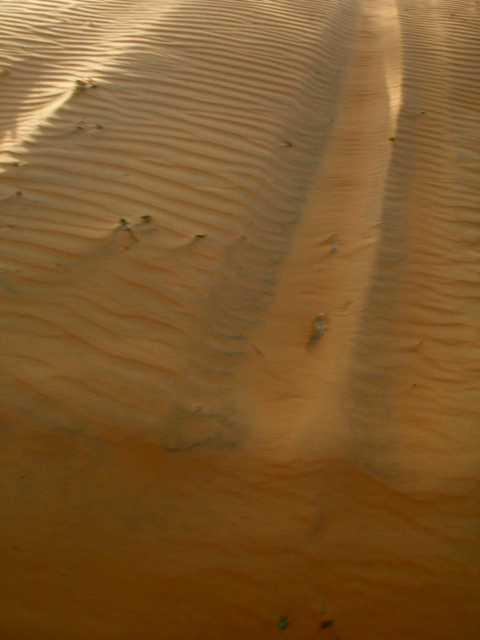
Duna al desert de Lompoul.

Lompoul és una zona desèrtica situada en el nord-oest del Senegal, a mig camí entre Dakar i Sant-Louis.

## Localització
Està situada a la regió de Louga, a menys de 10 km de l'oceà, entre Lompoul-sur-mer i Kébémer.

## Característiques
La superfície del desert és de 18 km². Les dunes poden arribar a una altura de 40 a 50 m.
La sorra de tons ocres, fins i tot vermells, és molt fina. No hi té gairebé vegetació.

## Turisme

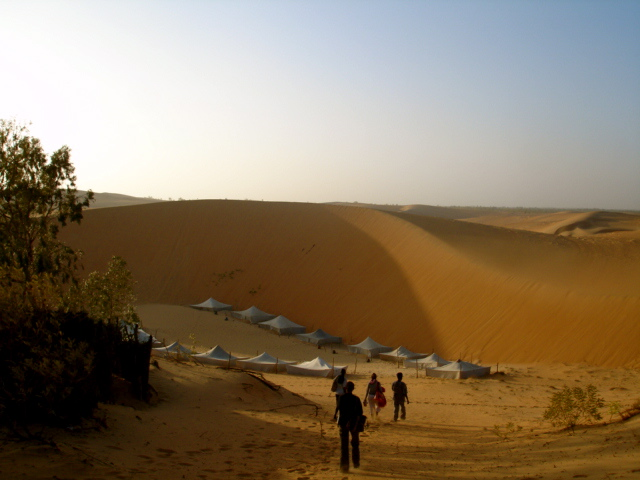
Acampada al peu de les dunes

Als visitants que van al Senegal, el desert de Lompoul els dona sovint un tast dels grans deserts de Mauritània, situats més al nord. És actualment una destinació prou valorada perquè és més segura que altres deserts de l'espai sahelo-saharià sobretot de Mali, Níger i Mauritània, on s'han produït atacs terroristes.
Les excursions proposades són generalment amb sortida de Saint-Louis. L'allotjament es pot fer en una acampada de khaïmas (tendes maures).
El 1861 Louis Faidherbe va establir en aquesta zona una posició militar francesa.